# Liste von Kraftwerken in Griechenland
Die Kraftwerke in Griechenland werden sowohl auf einer Karte als auch in Tabellen (mit Kennzahlen) dargestellt. Die Liste ist nicht vollständig.

## Installierte Leistung und Jahreserzeugung
Laut CIA verfügte Griechenland im Jahr 2020 über eine (geschätzte) installierte Leistung von 21,545 GW; der Stromverbrauch lag bei 46,18 Mrd. kWh. Der Elektrifizierungsgrad lag 2021 bei 100 %. Griechenland war 2020 ein Nettoimporteur von Elektrizität; es exportierte 967 Mio. kWh und importierte 9,831 Mrd. kWh.
Laut der Energy Information Administration (EIA) stieg die installierte Leistung von 5,3 GW im Jahr 1980 auf 21 GW im Jahr 2021; die Jahreserzeugung stieg von 21 Mrd. kWh im Jahr 1980 auf 52 Mrd. kWh im Jahr 2021.
Installierte Leistung (in GW). Quelle: EIA
Jahreserzeugung (in Mrd. kWh). Quelle: EIA

## Karte
| Agi |

| AG |

| Agras |

| Aliveri |

| AoG |

| Amyntaio |

| Aoos |

| Aso |

| Atherinolakkos |

| Chania |

| Chios |

| Florina |

| Heron |

| Ilarionas |

| Kardia |

| Kastraki |

| Komotini |

| Kor |

| Kremasta |

| Lavario |

| Linoperamata |

| Mega I |

| Mega II |

| Mesochora |

| Plastiras |

| Platanovrisi |

| Poly |

| Pournari |

| Ptolemais |

| Sfikia |

| Soroni |

| Stratos |

| Sykia |

| Thissavros |

| Thessaloniki |

| Thi |

## Kalorische Kraftwerke

### Festland
In der Tabelle sind nur Kraftwerke mit einer installierten Leistung > 300 MW aufgeführt.
| Name des Kraftwerks | Block   | Inst. Leistung (MW) | Brennstoff  | Status                                                                        |
| ------------------- | ------- | ------------------- | ----------- | ----------------------------------------------------------------------------- |
| Agios Dimitrios     | 1 und 2 | 600                 | Braunkohle  | in Betrieb. Stilllegung für 2022 geplant                                      |
| Agios Dimitrios     | 3 und 4 | 620                 | Braunkohle  | in Betrieb. Stilllegung für Ende 2025 geplant                                 |
| Agios Dimitrios     | 5       | 365                 | Braunkohle  | in Betrieb. Stilllegung für 2023 geplant                                      |
| Aglos Georgios      |         | 360                 | Erdgas      | in Betrieb                                                                    |
| Aliveri             |         | 380                 | Schweröl    | in Betrieb                                                                    |
| AoG                 |         | 746                 | GuD         | in Betrieb                                                                    |
| Amyntaio            | 1 und 2 | 600                 | Braunkohle  | stillgelegt (seit 2020)                                                       |
| Florina (Meliti)    |         | 330                 | Braunkohle  | in Betrieb. Stilllegung für Ende 2025 geplant                                 |
| Heron               |         | 583                 | GuD, Erdgas | in Betrieb                                                                    |
| Kardia              | 1 und 2 | 600                 | Braunkohle  | stillgelegt (seit 2019)                                                       |
| Kardia              | 3 und 4 | 600                 | Braunkohle  | stillgelegt (seit 6. Mai 2021)                                                |
| Komotini            |         | 485                 | GuD         | in Betrieb                                                                    |
| Korinthos           |         | 437                 | GuD         | in Betrieb                                                                    |
| Lavario             |         | 1.398               | GuD, Erdgas | in Betrieb                                                                    |
| Megalopolis I       | 1 und 2 | 250                 | Braunkohle  | stillgelegt (seit 2011)                                                       |
| Megalopolis I       | 3       | 300                 | Braunkohle  | stillgelegt                                                                   |
| Megalopolis I       | 4       | 300                 | Braunkohle  | in Betrieb. Stilllegung für 2023 geplant                                      |
| Megalopolis II      |         | 811                 | GuD         | in Testphase                                                                  |
| Ptolemaida          | 1 und 2 | 140                 | Braunkohle  | stillgelegt (seit 2010)                                                       |
| Ptolemaida          | 3 und 4 | 480                 | Braunkohle  | durch ein Feuer im Jahr 2014 zerstört                                         |
| Ptolemaida          | 5       | 660                 | Braunkohle  | in Betrieb seit 2023. Umbau für Erdgas mit 1,000 MW für 2029 und 2030 geplant |
| Thessaloniki        |         | 400                 | GuD         | in Betrieb                                                                    |
| Thisvi              |         | 420                 | GuD         | in Betrieb                                                                    |

### Inseln
Neben Kreta, Korfu und weiteren Inseln sind aktuell noch einige griechische Inseln nicht mit dem Stromnetz des Festlands verbunden; auf diesen Inseln gibt es daher 19 Inselnetze mit einer Spitzenlast von weniger als 10 MW, 10 Inselnetze mit einer Spitzenlast zwischen 10 und 100 MW und 2 Inselnetze mit einer Spitzenlast von mehr als 100 MW. Das mit dem griechischen Netz verbundene Kreta hat seit 2015 eine Spitzenlast von mehr als 500 MW. Die größeren Kraftwerke der Inseln werden mit Schweröl betrieben, während in den kleineren Netzen hauptsächlich Dieselmotoren zum Einsatz kommen. Im Jahre 2017 lag die installierte Leistung dieser Inselnetze bei 1808,35 MW; der Anteil der erneuerbaren Energien lag bei 459,59 MW. Die folgende Tabelle gibt einen Überblick über die installierte Leistung der einzelnen Inselnetze im Jahr 2017:
| Inselnetz        | Inst. Leistung (MW) | Inseln                                                                             |
| ---------------- | ------------------- | ---------------------------------------------------------------------------------- |
| Agathonisi       | 0,64                | Agathonisi                                                                         |
| Agios Efstratios | 0,84                | Agios Efstratios                                                                   |
| Amorgos          | 6,2                 | Amorgos                                                                            |
| Anafi            | 1,15                | Anafi                                                                              |
| Antikythira      | 0,41                | Antikythira                                                                        |
| Arki             | 0,41                | Arki, Marathi                                                                      |
| Astypalea        | 3,83                | Astypalea                                                                          |
| Chios            | 77,78               | Chios, Inousses, Psara                                                             |
| Dosnoussa        | 0,99                | Dosnoussa                                                                          |
| Erikoussa        | 0,77                | Erikoussa                                                                          |
| Gavdos           | 0,43                | Gavdos                                                                             |
| Ikaria           | 15,89               | Ikaria                                                                             |
| Karpathos        | 16,5                | Karpathos, Kassos                                                                  |
| Kos–Kalymnos     | 133,66              | Giali, Kalymnos, Kos, Leros, Lipsi, Nisyros, Pserimos, Telendos, Tilos             |
| Kreta            | 796,82              | Kreta                                                                              |
| Kythnos          | 5,92                | Kythnos                                                                            |
| Lemnos           | 23,6                | Lemnos                                                                             |
| Lesbos           | 94,88               | Lesbos, Megalonisi                                                                 |
| Megisti          | 1,73                | Megisti                                                                            |
| Milos            | 22,98               | Kimolos, Milos                                                                     |
| Mykonos          | 67,49               | Delos, Mykonos, Rinia                                                              |
| Othoni           | 0,66                | Othoni                                                                             |
| Paros            | 93,72               | Antiparos, Folegandros, Ios, Iraklia, Koufonisi, Naxos, Paros, Schinoussa, Sikinos |
| Patmos           | 8,93                | Patmos                                                                             |
| Rhodos           | 232,93              | Chalki, Rhodos                                                                     |
| Samos            | 49,63               | Fourni, Samos, Thymena                                                             |
| Serifos          | 6,69                | Serifos                                                                            |
| Sifnos           | 11,48               | Sifnos                                                                             |
| Skyros           | 8,45                | Skyros                                                                             |
| Symi             | 8,60                | Symi                                                                               |
| Syros            | 39,25               | Syros                                                                              |
| Thira            | 75,09               | Thira, Thirasia                                                                    |

Einzelne Kraftwerke auf den griechischen Inseln sind:
| Name des Kraftwerks    | Inst. Leistung (MW) | Brennstoff | Status     |
| ---------------------- | ------------------- | ---------- | ---------- |
| Atherinolakkos (Kreta) | 102                 | Schweröl   | in Betrieb |
| Chania (Kreta)         | 118                 | Schweröl   | in Betrieb |
| Chios                  | 14,8                | Schweröl   | in Betrieb |
| Linoperamata (Kreta)   | 193                 | Schweröl   | in Betrieb |
| Soroni (Rhodos)        | 84                  | Schweröl   | in Betrieb |
| Prasonisi (Rhodos)     | 115                 | Schweröl   | in Betrieb |

Seit April 2021 ist Kreta über ein 135 km langes Seekabel (150 kV Wechselstrom, dreiadriges Kabel, 2 × 200 MW) mit dem Peloponnes verbunden. Die Kosten für das Projekt werden mit 365, 380 bzw. 400 Mio. € angegeben. Ab Ende 2024 soll eine Hochspannungs-Gleichstrom-Übertragung mit zwei 335 km langen Kabeln (jeweils 500 kV und 500 MW) Kreta mit Attika verbinden. Die Kosten für das zweite Projekt werden mit 900 Mio. bzw. 1 Mrd. € angegeben. Das Verlegen der Leitungen begann im November 2021.

## Wasserkraftwerke
In der Tabelle sind nur Wasserkraftwerke mit einer installierten Leistung > 50 MW aufgeführt.
| Name des Kraftwerks | Inst. Leistung (MW) | Fluss      | Status     |
| ------------------- | ------------------- | ---------- | ---------- |
| Agras               | 50                  | Agras-See  | in Betrieb |
| Aoos                | 230                 | Aoos       | in Betrieb |
| Asomata             | 108                 | Aliakmonas | in Betrieb |
| Ilarionas           | 154                 | Aliakmonas | in Betrieb |
| Kastraki            | 320                 | Acheloos   | in Betrieb |
| Kremasta            | 437                 | Acheloos   | in Betrieb |
| Mesochora           | 162                 | Acheloos   | in Bau     |
| Plastiras           | 130                 | Tavropos   | in Betrieb |
| Platanovrisi        | 122                 | Nestos     | in Betrieb |
| Polyfyto            | 375                 | Aliakmonas | in Betrieb |
| Pournari            | 300                 | Arachthos  | in Betrieb |
| Sfikia              | 315                 | Aliakmonas | in Betrieb |
| Stratos             | 150                 | Acheloos   | in Betrieb |
| Sykia               | 120                 | Acheloos   | in Bau     |
| Thissavros          | 384                 | Nestos     | in Betrieb |

1. ↑  Es handelt sich um ein Pumpspeicherkraftwerk.

## Windkraftanlagen
Ende 2024 waren in Griechenland Windkraftanlagen (WKA) mit einer installierten Leistung von 5354 MW in Betrieb (2022: 4682 MW). Sie deckten 22 % des griechischen Strombedarfs (2022: 19 %, 2023: 20 %).